# قشلاق تیلاندار
قشلاق تیلاندار یک روستا در ایران است که در استان اردبیل واقع شده‌است.